# Minotaur II
Il Minotaur II, noto anche come OSP-Target Launch Vehicle, è un razzo statunitense derivato dal missile Minuteman. È un membro della famiglia di razzi Minotaur prodotta da Orbital Sciences Corporation e viene utilizzato per lanci suborbitali. 
Il Minotaur II è costituito da un primo stadio M55A1 e da un secondo stadio SR19AJ1, mentre il terzo stadio varia a seconda della configurazione richiesta per il carico utile: nella configurazione base viene utilizzato uno stadio Minuteman II M57A1, mentre la versione Minotaur II+ utilizza uno stadio SR-73-AJ. La versione Minotaur II Lite è una configurazione a due stadi, senza un terzo stadio. È disponibile anche una configurazione pesante, con un terzo stadio Orion 50XL, come quello utilizzato sul Minotaur I. La configurazione base può spingere un carico utile di 400 chilogrammi su una traiettoria suborbitale di 4.000 chilometri, mentre la configurazione pesante può trasportare 1.400 chilogrammi su una traiettoria suborbitale di 8.000 chilometri. A partire da luglio 2022 sono stati lanciati nove razzi Minotaur II, con sei voli che hanno utilizzato la configurazione di base e tre voli che hanno utilizzato la configurazione Minotaur II+. I lanci vengono effettuati dalla base aeronautica di Vandenberg in California.